# انقلاب منفعل

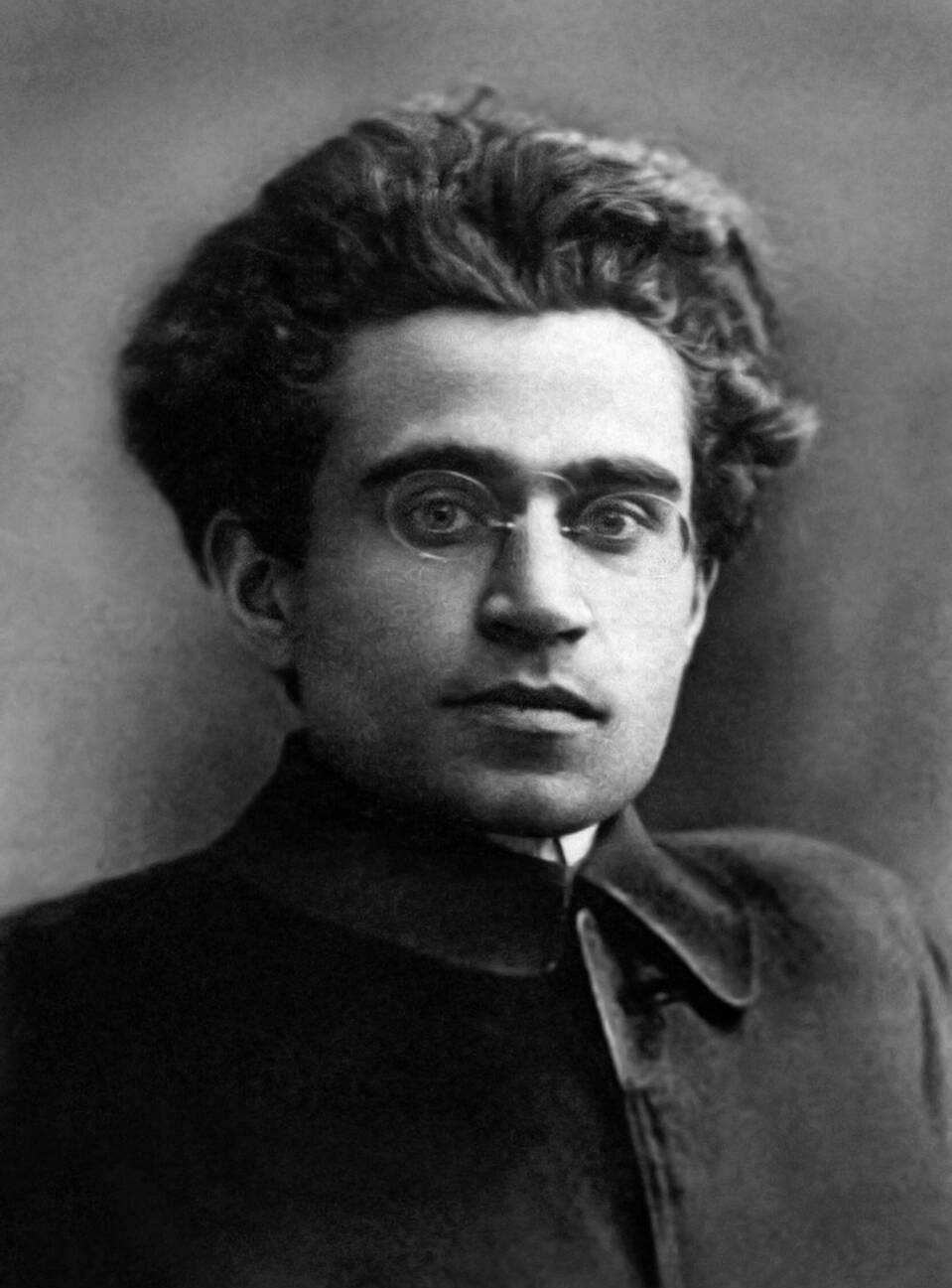
آنتونیو گرامشی

انقلاب منفعل یا انقلاب بی‌کنش (به انگلیسی: Passive revolution) به تغییر شکل ساختارهای سیاسی و نهادی بدون فرآیندهای اجتماعی قدرتمند توسط طبقات حاکم به منظور حفظ خود گفته می‌شود. این کلمه توسط آنتونیو گرامشی سیاستمدار و فیلسوف مارکسیست در خلال دورۀ میان‌دوجنگ وضع شده‌است.

## استفادۀ گرامشی از این ترم
انقلاب منفعل یک بازسازمان‌دهی تدریجی اما مستمر دولت و اقتصاد به منظور حفظ قدرت نخبگان از طریق ترکیب کردن و خنثی‌سازی قدرت گروه‌های متخاصم به صورت تغییر شکل آن‌ها به شرکا را توضیح می‌دهد که همۀ این‌ها بدون فائق آمدن بر تناقضات اجتماعی بنیادی صورت می‌گیرد. گرامشی استدلال می‌کند که هنگامی که یک گروه اجتماعی فاقد قدرت برای به وجود آوردن هژمونی است، به جای آن راهی را انتخاب می‌کند منافع و نیازهای آن «به صورت قانونی، به شیوه‌ای رفرمیستی در دوز کم ارضا شود، به روشی که امکان حفظ موقعیت سیاسی و اقتصادی طبقۀ حاکمۀ کهنه وجود داشته باشد.» این امر «از ورود توده‌های مردمی به تجربۀ سیاسی دورانی مشابه با آنچه که در فرانسه در سال‌های ژاکوبنیسم رخ داد جلوگیری می‌کند.»
گرامشی از «انقلاب منفعل» در بافتارهای متنوعی یا معانی اندکی متفاوت استفاده می‌کند. استفادۀ اولیه از این ترم برای مقایسه کردن تغییر شکل منفعل جامعۀ بورژوایی در ایتالیای سدۀ ۱۹ با فرآیند انقلابی فعالانۀ بورژوازی در فرانسه است. در حالی که مورد فرانسه توسط گرامشی به عنوان انقلابی اصیل لحاظ شده که به وسیلۀ نیروهای اجتماعی هدایت شده‌است، مورد ایتالیا «نخبه‌محور» بوده است؛ فرآیند مدرنیزاسیون که ترتیبات اجتماعی قدرت را در ایتالیا مختل نکرد، اما در عوض از طرف طبقات نخبه به مدرن‌سازی آن اقدام کرد تا موقعیت آن‌ها حفظ شود. دگرگونی توصیف‌شده ناگهانی نیست، بلکه آهسته است و دگردیسی تدریجی می‌تواند طی سال‌ها یا نسل‌ها به انجام برسد.
گرامشی علاوه بر مقایسۀ انقلاب فرانسه با مورد ایتالیا، همچنین فاشیسم ایتالیایی را نیز با مفهوم انقلاب منفعل مرتبط می‌سازد.
گرامشی همچنین از این ترم برای جهش‌های ناگهانی ساختارهای تولید اقتصادی سرمایه‌داری استفاده می‌کند که او آن را در درجۀ اول در توسعۀ نظام کارخانه‌ای ایالات متحده در دهه‌های ۱۹۲۰ و ۱۹۳۰ تشخیص داد. انقلاب منفعل توسط گرامشی به صورت مشخص به عنوان فرآیند نخبگی تجدید ساختار دولت در ایتالیا تشریح شد، اما به عنوان یک چهارچوب تحلیلی برای مشاهدۀ دیگر گذارهای به مدرینتۀ سرمایه‌داری مورد استفاده قرار گرفت.

## استفاده از زمان گرامشی
ویژگی سرشت‌نمای انقلاب منفعل در این جمله از «شاهزاده دون فابریزیو کوربرا از سالینا» در رمان یوزپلنگ اثر جوزپه تومازی دی لامپه دوزا بیان شده‌است: «همه‌چیز باید تغییر کند تا همه‌چیز ثابت بماند.»
یی‌چینگ وو اصلاحات چین در دوران پس از مائو را مثالی از انقلاب منفعل دانسته‌است. حزب کمونیست چین تحت رهبری دنگ شیائوپینگ از طریق تحکیم قدرت خود، استفاده از سازوکار بازار و کالایی‌سازی با مشکلات اجتماعی-اقتصادی مقابله کرد تا گشایش کنترل‌شده‌ای را به وجود بیاورد «تا هم در رابطه با رقابت سرمایه‌داری جهانی و هم نارضایتی مردمی در داخل زمان ارزشمندی را خریده‌باشد». دیوانسالاران و روشنفکران حزب از طریق «انقلاب منفعلِ» اصلاحات نخبگان تکنوکرات جدیدی را پدید آوردند که حمایت دهقانان روستایی را که خواستار کنترل شخصی بر زمین‌هایشان بودند و مردم شهرنشین که کالای مصرفی و استاندارد زندگی بالاتری می‌خواستند به دست آوردند.
محمدرضا نیکفر از اصطلاح انقلاب بی‌کنش یا منفعل برای توصیف تحولات عمیقی که در جامعۀ ایران از زمان انقلاب ۱۳۵۷ تا دهۀ ۱۳۹۰ به تدریج رخ داده و «دیوار میان بخش سنتی و بخش متجدد جامعه ایران را برداشته» استفاده کرده است. به باور او با آغاز اعتراضات دی ۱۳۹۶ دورۀ پایانی این انقلاب منفعل آغاز شده که طی آن اعتراضات نه همچون یک انقلاب کلاسیک، بلکه به عنوان پیامدهای یک انقلاب منفعل رخ می‌دهند. او این اعتراضات را «نمودهای کنشی انقلاب بی‌کنش» می‌نامد که طی آن نیروهای این انقلاب پس از یک دورۀ گذار همراه با به‌هم‌خوردگی و آشفتگی، به دنبال بازشناسی خود هستند و می‌خواهند روبنای سیاسی را با خود متناسب کنند.

## مطالعۀ بیشتر
- Gramsci, Antonio; Forgacs, David (1988). An Antonio Gramsci Reader: Selected Writings, 1916–1935. New York: Schocken.